# Pazo los Escudos
El Pazo de Sensat (actualmente Pazo los escudos) es un pazo situado en la denominada finca Miramar de la avenida da Atlántida, en la parroquia de Alcabre, en el ayuntamiento de Vigo cerca de la playa de Carril. El edificio actual data de los años 40 del siglo XX y fue diseñado por el arquitecto Antón Román Conde, aunque una parte data de comienzos del siglo XIX, y donde hubo un pazo anterior del que prácticamente no se conservan restos. Entretanto, el edificio actual aunque mantiene elementos característicos de los pazos gallegos, su mayor atractivo supone, la colección de 101 blasones heráldicos esparcidos por los jardines y muros almenados, la mayor colección de escudos nobiliarios existente en Galicia. Fue propiedad del industrial marítimo Javier Sensat Curbera (1899-1977). Al lado del pazo está la nueva iglesia de Santa Baia, finalizada en el año 1999. El pazo, pese a ser relativamente nuevo, constituye arquitectónicamente, una obra emblemática.
Desde el año 2005 el edificio acoge un hotel de cinco estrellas que lleva el nombre de Pazo los Escudos Hotel & Resort. El establecimiento consta de 54 habitaciones distribuidas en tres edificios, uno de ellos el antiguo pazo de principios del siglo XIX.

## El edificio principal
Conforman el cuerpo principal del pazo una edificación en granito, de planta rectangular y dos alturas adosada a una torre en tres alturas y planta cuadrada. La fachada se encuentra profundamente decorada con gran cantidad de relieves representando escenas religiosas y conchas de vieira.
El interior se caracteriza por una gran escalera central construida en madera y la amplia chimenea en piedra. Conserva, además, restos del antiguo pozo, cuadras y una mesa de piedra bajo el porche porticado del jardín.

## Los jardines
Rodeados por un muro almenado, cuentan con diferentes fuentes, pequeños conjuntos escultóricos y un palomar granítico de planta circular que mantiene la misma decoración que la fachada del edificio principal, con un tejado rematado con una esfera de granito. 

## Los Escudos
Entre la numerosa colección existente, con algunos escudos del siglo XV, destacan: 
- Arco Heráldico

Conjunto pétreo formado por un arco de medio punto cuyas siete dovelas contienen las escudos de armas de las familias nobles gallegas: García, Ribera, Losada, Ozores, Ribadeneira, Quiroga, Valcarcel, Bolaño, Sarmiento, Lemos, Sotomayor, Saavedra y Somoza.
- Villa de Padrón

Espectacular labra donde podemos observar escenificada la leyenda del traslado del cuerpo del Apóstol Santiago a Compostela. Se encuentra adorando por sendos leones en bajo relieve, un reloj de sol y una fuente de agua con caño en piedra y rostro humano.

## Enlaces
1. ↑  Camiño, Andrea (19 de agosto de 2019). «Carril, la playa estrella de la parroquia de Alcabre». Atlántico Diario (Rías Baixas Comunicación). Consultado el 29 de agosto de 2019.
2. ↑  Lamas, Jorge (26 de noviembre de 2022). «Román Conde, de la tradición a la vanguardia». La Voz de Galicia. Consultado el 27 de noviembre de 2022.
3. ↑  Concello de Vigo. «Alcabre». www.hoxevigo.org. Consultado el 7 de octubre de 2019.
4. ↑  Redacción (28 de febrero de 2005). «Pazo los Escudos, el primer hotel de cinco estrellas de Vigo, abre hoy sus puertas». La Voz de Galicia. Consultado el 7 de octubre de 2019.